# Irma Chávez
Irma Chávez Barrera (Nicolás Romero, Estado de México) es una exfutbolista, pionera del balompié mexicano. Participó con la selección nacional en dos Mundiales de Futbol, el de Italia 1970 y el de México 1971, del cual fue subcampeona.

## Trayectoria
En 1969 como integrante del equipo Femenil Colmena jugó contra Las Panteras Rosas, entre otros equipos del municipio de Nicolás Romero (Estado de México), y posteriormente en la Liga América del Distrito Federal.
El Primer Campeonato de Futbol Femenil Amateur del Distrito Federal (1969) mostró el interés de las deportistas por el balompié, no solo participaron equipos de la capital del país, sino también seis de otros estados. Meses después la Federación Internacional Europea de Futbol Femenil organizó el Campeonato Mundial con sede en Italia (1970), México fue invitado a formar parte del torneo.
El futbol nacional femenil carecía de apoyo económico, Irma Chávez utilizó tenis durante mucho tiempo en lugar de botas de futbol porque no tenía dinero para comprar "unos tacos". Sus vecinas realizaron una tardeada a fin de conseguir dinero para el viaje al mundial, "juntaron 200 pesos".
Uno de los partidos de práctica previo al Mundial de 1970 fue en Colmena (Nicolás Romero, Edomex), Irma Chávez como parte de la Selección Mexicana.
En el Campeonato Mundial de Italia, las jugadoras mexicanas ganaron el tercer lugar tras vencer a Inglaterra con un marcador de 3-2.
México fue sede del segundo Campeonato Mundial de Futbol Femenil (1971), la participación de la selección nacional atrajo la atención del público. En el partido final contra Dinamarca, la cantidad de asistentes registrada es "la más alta" en un juego de futbol femenil no oficial. Las mexicanas obtuvieron el subcampeonato tras finalizar 3-0 favor Dinamarca.

## Reconocimiento al Mérito Deportivo
El 29 de junio de 2014, Irma Chávez fue reconocida por su participación en los mundiales de futbol con la Presea Nicolás Romero al Mérito Deportivo.
La presea fue otorgada durante el Aniversario 194 de la fundación del municipio de Nicolás Romero a los habitantes de la zona destacados por su desempeño, trayectoria o aportes en los ámbitos deportivo, cultural, empresarial y educativo.